# Belair

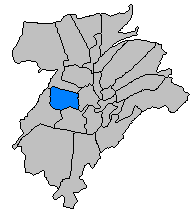
Belair, ad ovest di Lussemburgo.

Belair è uno dei 24 quartieri di Lussemburgo, capitale dell'omonimo granducato. Vi è situato la stadio nazionale del Lussemburgo, lo stadio Josy Barthel, dedicato all'unico lussemburghese vincitore di una medaglia d'oro olimpica, la principale stazione dei vigili del fuoco ed il centro ospedaliero di Lussemburgo.
Nel 2001, vi risiedevano 8 154 abitanti.